# KZ-Außenlagerkomplex Mühldorf

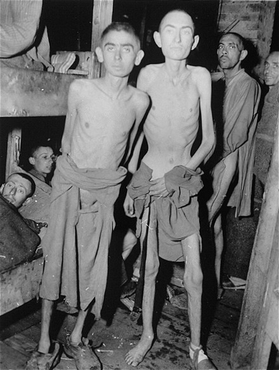
Überlebende des Außenkommandos Mühldorf am 4. Mai 1945, wenige Tage nach der Befreiung durch die U.S. Army

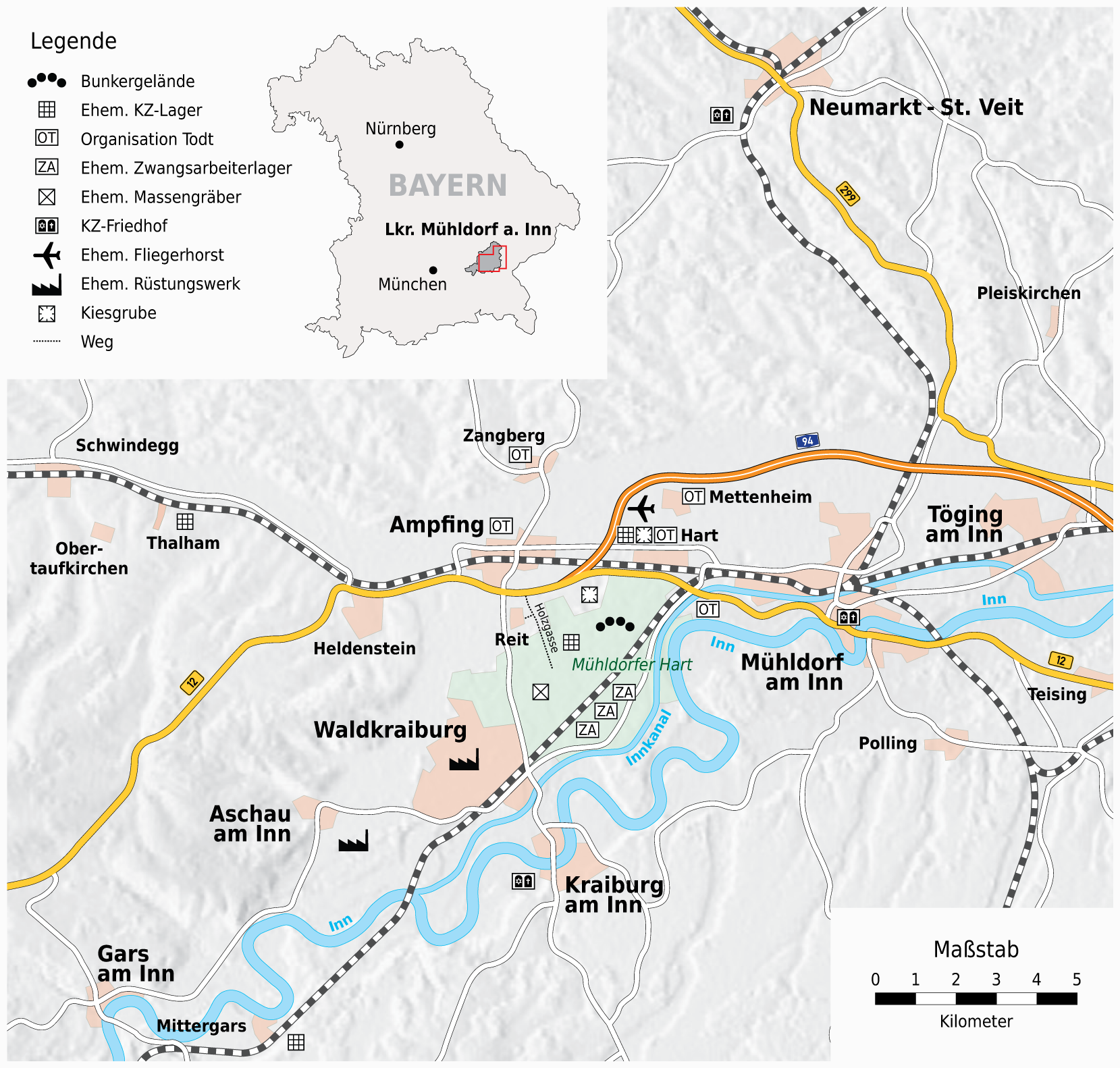
Lage der ehemaligen KZ-Lager des Außenkommandos Mühldorf in heutiger Umgebung

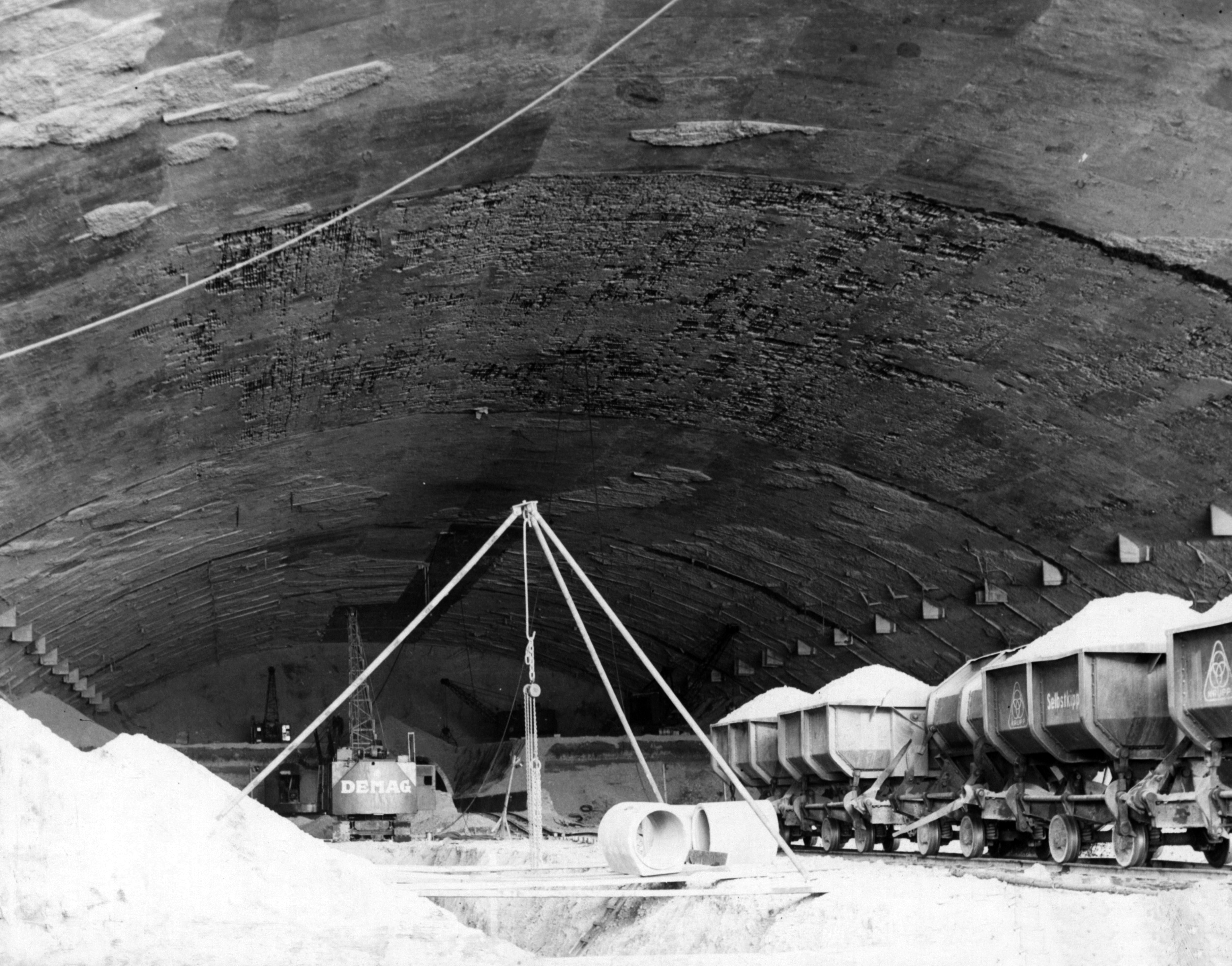
Bunker Weingut I (Mai 1945)

Der KZ-Außenlagerkomplex Mühldorf, früher auch KZ-Lagergruppe Mühldorf, war eine Gruppe von Außenlagern der 169 Außenlager des Konzentrationslagers Dachau. Er wurde im Sommer 1944 errichtet und von der SS geleitet. Neben dem KZ-Außenlagerkomplex Kaufering und dem KZ-Außenlagerkomplex München-Allach (BMW) gehörte der KZ-Außenlagerkomplex Mühldorf zu den drei größten KZ-Außenlagern des Stammlagers Dachau. Die Häftlinge der Lager wurden in der Umgebung von Mühldorf zum Arbeitseinsatz gezwungen. Ein Großteil von ihnen war dabei außerhalb der Lager tätig, vor allem in der Landwirtschaft und Bauwirtschaft. Auf der Baustelle des Projektes Weingut I ⊙, wo ein Rüstungsbunker für die Produktion des Kriegsflugzeugs Messerschmitt Me 262 entstehen sollte, stellten die KZ-Häftlinge die Hälfte der Zwangsarbeiter, ein Großteil Juden aus Ungarn. Wie viele Häftlinge die Lager des Außenlagerkomplexes Mühldorf tatsächlich durchliefen, ist nicht mehr zweifelsfrei belegbar. Im so genannten Mühldorf-Prozess wurde eine Zahl von etwa 8.300 Personen für den Zeitraum von Juli 1944 bis April 1945 angegeben. Die Zahl der Todesopfer schwankt je nach Quelle, liegt aber vermutlich bei etwa 4.000 Personen. Außer den KZ-Lagern gab es im Umkreis von Mühldorf mehrere Arbeitslager der Organisation Todt sowie Fremdarbeiterlager. Diese waren zwar nicht dem KZ in Dachau unterstellt, aber meist ähnlichen Bauprojekten zugeordnet.
Jüdische KZ-Häftlinge des KZ Dachau wurden auch in den KZ-Außenlagern Riederloh, Karlsfeld, Landshut, sowie im Außenlagerkomplex Kaufering eingesetzt.

## Der KZ-Außenlagerkomplex
Zum KZ-Außenlagerkomplex Mühldorf gehörten im Umkreis von 20 km insgesamt vier selbständige Lager. Das Außenlager Mühldorf mit der offiziellen Bezeichnung Waffen-SS-K.L. Dachau-K.L Mühldorf Fp. Nr. 27451 war direkt der Kommandantur in Dachau unterstellt. Kommandant des Lagerkomplexes war ab Oktober 1944 der SS-Sturmbannführer Walter Adolf Langleist, der die Lager vom KZ-Außenlager Mettenheim aus führte. Vor dieser Zeit wurde, wohl auf Grund der geringen Größe des Lagerkomplexes, kein Kommandant eingesetzt. Die untergeordneten KZ-Außenlager unterstanden in der Regel einem Hauptscharführer der Waffen-SS. Die Wachmannschaft des Lagerkomplexes wuchs mit der Anzahl der Häftlinge und umfasste Ende März mindestens 310 Mann sowie drei Aufseherinnen. Die genaue Anzahl der Wachen im Lager Thalham ist dabei nicht angegeben. Viele der SS-Wachen waren nicht mehr fronttaugliche Wehrmachtssoldaten.

### Lager Mettenheim
Das Lager Mettenheim ⊙, auch M 1 oder M I genannt, lag im heutigen Ortsteil Mettenheim-Hart südlich des damaligen Flugplatzes der Luftwaffe. Direkt an das Lager grenzte der „Lagerbahnhof“, eine Eisenbahnanbindung des Fliegerhorstes.
Erstmals erwähnt wurde das Lager in amtlichen Aufzeichnungen am 28. Juli 1944. Ein Vorauskommando aus Dachau, bestehend aus 50 Häftlingen mit Wachpersonal, wurde für die Umfunktionierung eines ab 1940 errichteten Kleiderlagers der Luftwaffe eingesetzt. Der erste Häftlingstransport aus Auschwitz mit etwa 1.000 Häftlingen traf kurz darauf im noch unfertigen Lager ein. Nach weiteren Transporten stieg die Zahl der Gefangenen schließlich auf 2.000 Mann. Ab 25. September wurde ein Frauenlager eingerichtet, in dem 500 Frauen Platz fanden. Im Endausbau umfasste das Lager mindestens 20 Holzbaracken, in denen mindestens je 150–200 Personen hausten. An Funktionsbaracken gab es unter anderem Werkstätten und eine Leichenbaracke.
In unmittelbarer Umgebung des Lagers befanden sich die Unterkünfte der SS sowie Werkstätten der Organisation Todt.
Zuständig für den Aufbau des Lagers war der spätere Lagerführer und SS-Hauptscharführer Sebastian Eberl (fälschlich auch „Eberle“ geschrieben). Dieser beschrieb in einer polizeilichen Vernehmung nach dem Krieg das Lager als „äußerst primitiv“. „Es fehlten jegliche sanitäre Anlagen“ und „es war nur eine Wasserstelle vorhanden“. Heizmöglichkeiten gab es laut Eberl nicht.
Das Lager Mettenheim wurde nach dem Krieg komplett beseitigt. Heute steht auf dem Gelände eine Neubausiedlung.

### Waldlager

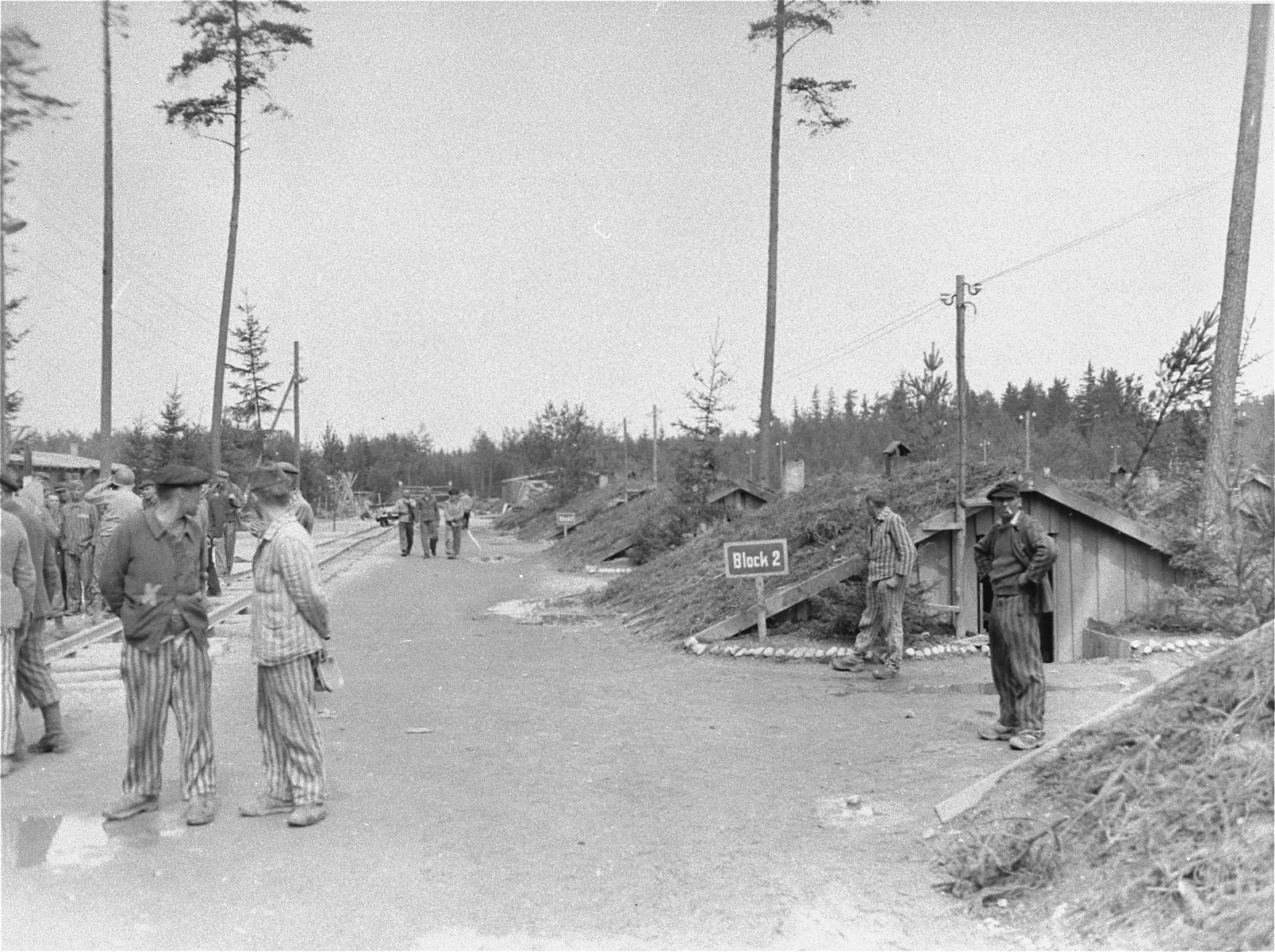
Überlebende des Außenlagers bei Ampfing stehen auf einer Lagerstraße vor den Baracken. (George Mallinder, 4. Mai 1945. United States Holocaust Memorial Museum)

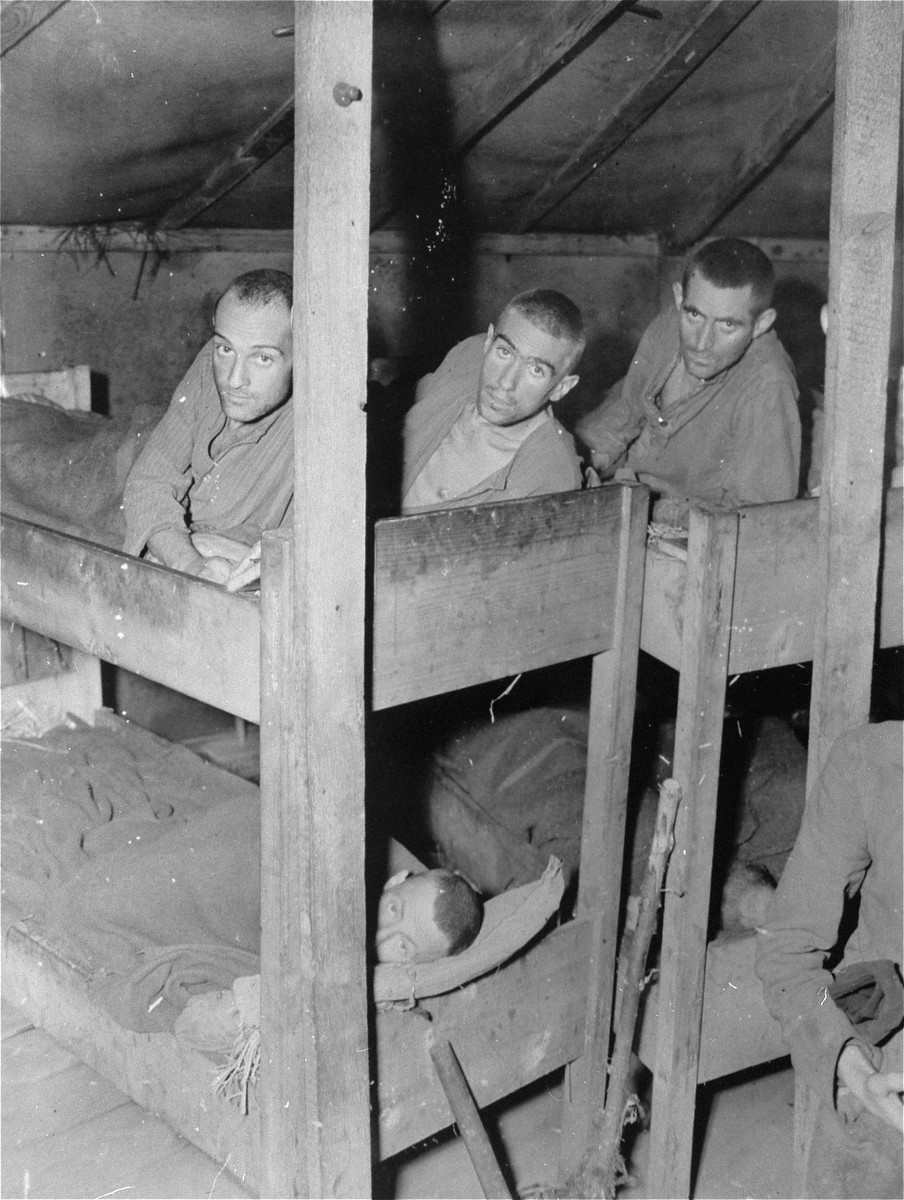
Überlebende des Außenlagers bei Ampfing in einer Baracke. (George Mallinder, 4. Mai 1945. United States Holocaust Memorial Museum)

Das so genannte Waldlager V/VI ⊙ entstand im August 1944 und war das zweitgrößte Konzentrationslager der Lagergruppe Mühldorf. Es befand sich südlich des Ampfinger Ortsteiles Holzgasse im Mühldorfer Hart. Nachdem jahrzehntelang nur einige Bodenreste erkennbar waren, wurde im April 2018 eine dreiteilige Gedenkstätte eröffnet. Laut Internationalem Suchdienst des Roten Kreuzes wurde das Waldlager erstmals am 9. August 1944 erwähnt. Die Nummerierung rührte von der Tatsache, dass bereits OT-Arbeitslager im Mühldorfer Hart als Waldlager I-IV bezeichnet wurden. Der Aufbau des Lagers begann mit der Errichtung des Waldlagers V im Juli 1944 durch KZ-Häftlinge aus dem Stammlager Dachau. Dieses Lager wurde zunächst als Sommerlager konzipiert, die Häftlinge waren in Finnenzelten untergebracht. Eine spätere Erweiterung des Lagers wurde als Waldlager VI bezeichnet. Dieser Lagerteil wurde im Spätherbst 1944 errichtet und diente als Winterlager. Dort hausten die Häftlinge in Erdhütten. Organisatorisch wurden beide Lagerteile als ein Lager betrachtet und als Waldlager V/VI geführt. Lagerführer war Hauptmann Anton Ostermann, ein frontuntauglicher Offizier der Wehrmacht, der nicht in die SS übernommen wurde. Das Lager war meist mit knapp 2.000 Männern belegt. Erst ab Januar 1945 wurde erstmals ein Frauenlager erwähnt, welches später mit bis zu 250 Frauen belegt war.

### Unterkommandos
Zum Außenkommando Mühldorf gehörten in der Umgebung drei weitere Lager, die teilweise selbständig, teilweise unselbständig geführt wurden.

#### Lager Mittergars
Das Lager Mittergars ⊙ lag in einem Waldgebiet an der Bahnstrecke Rosenheim–Mühldorf zwischen Jettenbach und Mittergars, etwa 18 km südwestlich von Mühldorf. Das reine Männerlager wurde vermutlich im Oktober 1944 errichtet und bestand auf einer Fläche von 75 mal 150 m aus 33 primitiven Baracken. Anfangs waren nur Zelte für die Unterbringung der Häftlinge vorhanden. Die Wachmannschaften der SS waren außerhalb des Lagers untergebracht. Die etwa 300 bis 350 Häftlinge verschiedener Nationalitäten waren zum größten Teil Juden. Die Toten des Lagers wurden größtenteils in einem Massengrab vergraben. Erst später wurden die zu Tode gekommenen Häftlinge umgebettet. Andere in der Umgebung von Gars geplante Lager wurden nicht mehr realisiert. Nur spärliche Reste des Lagers sind heute noch erhalten.

#### Lager Thalham
In Thalham (Gemeinde Obertaufkirchen) befand sich ebenfalls ein Unterkommando des Mühldorfer Lagerkomplexes ⊙, direkt an der Bahnstrecke München–Simbach. Das Lager wurde erstmals Ende Januar 1945 amtlich erwähnt. Die knapp 200 männlichen KZ-Häftlinge wurden für Zwangsarbeit in der nahegelegenen Kiesgrube herangezogen. Das sogenannte „Judenlager“ bestand aus 22 Baracken und war vermutlich der Gestapo unterstellt. Diese verwaltete in Thalham außerdem ein so genanntes „Arbeitserziehungslager“, auch „Anhalterlager“ genannt, sowie ein Lager für italienische Zwangsarbeiter. Die Lager wurden nach Kriegsende vollständig abgerissen.

#### Lager Zangberg
Das Lager Zangberg ⊙ war als nicht selbständiges Lager dem Lager Mettenheim zugeordnet. Im beschlagnahmten Kloster Zangberg sollte eine Munitionsfabrik errichtet werden. Dazu wurden zunächst Zwangsarbeiter aus Mettenheim angefordert, später wurde in Zangberg ein eigenes Lager mit etwa 60 Gefangenen eingerichtet, zum größten Teil Facharbeiter. Amtlich erwähnt wurde das Lager erstmals kurz vor Kriegsende im März 1945, bis Ende April 1945 waren dort Wachen eingesetzt.

## Herkunft der Häftlinge
Eine genaue Überprüfung der nationalen Zusammensetzung, insbesondere der Verteilung ist heute kaum noch möglich. Einen Anhaltspunkt geben dabei die Totenbücher der Mühldorfer Lager. Unter den Inhaftierten nahmen zweifellos Ungarn den weitaus größten Teil ein. Die Häftlinge der KZ-Lager kamen aber auch aus Litauen, Frankreich, Italien, Polen, den Niederlanden, dem sogenannten Protektorat Böhmen und Mähren, der Sowjetunion, Deutschland und anderen europäischen Ländern. Die Mehrheit der Häftlinge waren Juden, nur etwa 900 waren nichtjüdische Gefangene. Zu diesen gehörten unter anderem Kriminelle und politische Gefangene sowie vermutlich auch einige Kriegsgefangene.

## Arbeitseinsatz
Die Häftlinge der Außenlager um Mühldorf arbeiteten auch innerhalb der Lager, überwiegend waren sie aber bei Arbeitseinsätzen in der Umgebung eingesetzt. Vor allem im Sommer und Herbst 1944 wurden sie zum Bau und Ausbau der Lager gezwungen. Der größte Teil der Arbeitskräfte wurde alsbald auf den Baustellen und Nebenanlagen von Weingut I im Mühldorfer Hart eingesetzt. Auch in der Forst- und Landwirtschaft sowie für handwerkliche Aufgaben wurden Häftlinge abkommandiert. Ferner wurden Häftlinge kurzfristig für Arbeitseinsätze abkommandiert, beispielsweise nach einem Luftangriff auf den Mühldorfer Bahnhof, wo die Häftlinge Aufräumarbeiten leisten mussten.
Die weiblichen Häftlinge wurden teils zu ähnlichen Arbeiten wie die Männer gezwungen, meist aber zu körperlich leichteren Aufgaben. Dazu zählten beispielsweise der Putzdienst, die Küchenarbeit, die Essensausgabe sowie die Arbeit in der Wäscherei und Schneiderei.
Wie in allen KZs mussten die Häftlinge sowohl tatsächliche Arbeitsleistungen erbringen, als auch Arbeiten für den Lagerbetrieb oder ihre Mithäftlinge leisten.

## Anzahl der Opfer

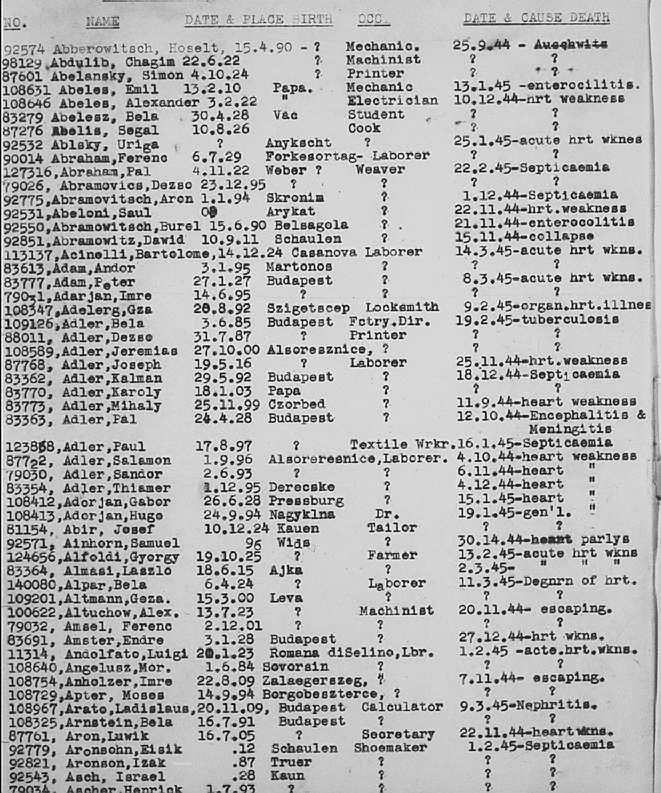
Ausschnitt aus der Totenliste die im Mühldorf-Prozess als Beweismaterial verwendet wurde

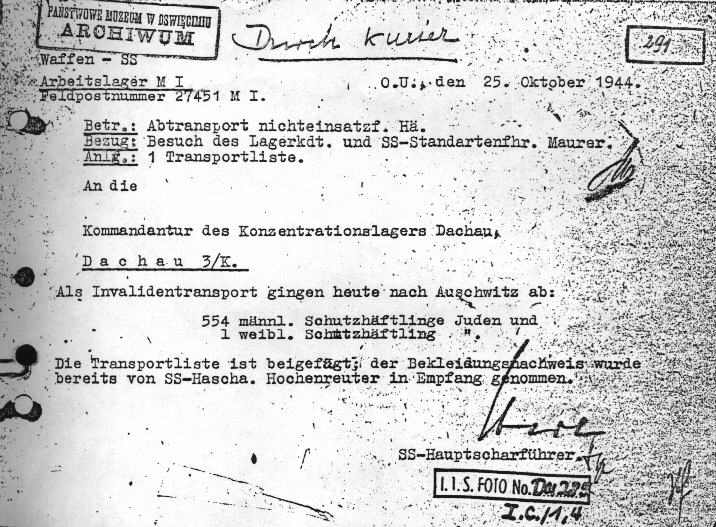
Dokument vom 25. Oktober 1944 über einen Häftlingstransport von 555 so genannten „Muselmännern“ aus dem Lager M 1 nach Auschwitz

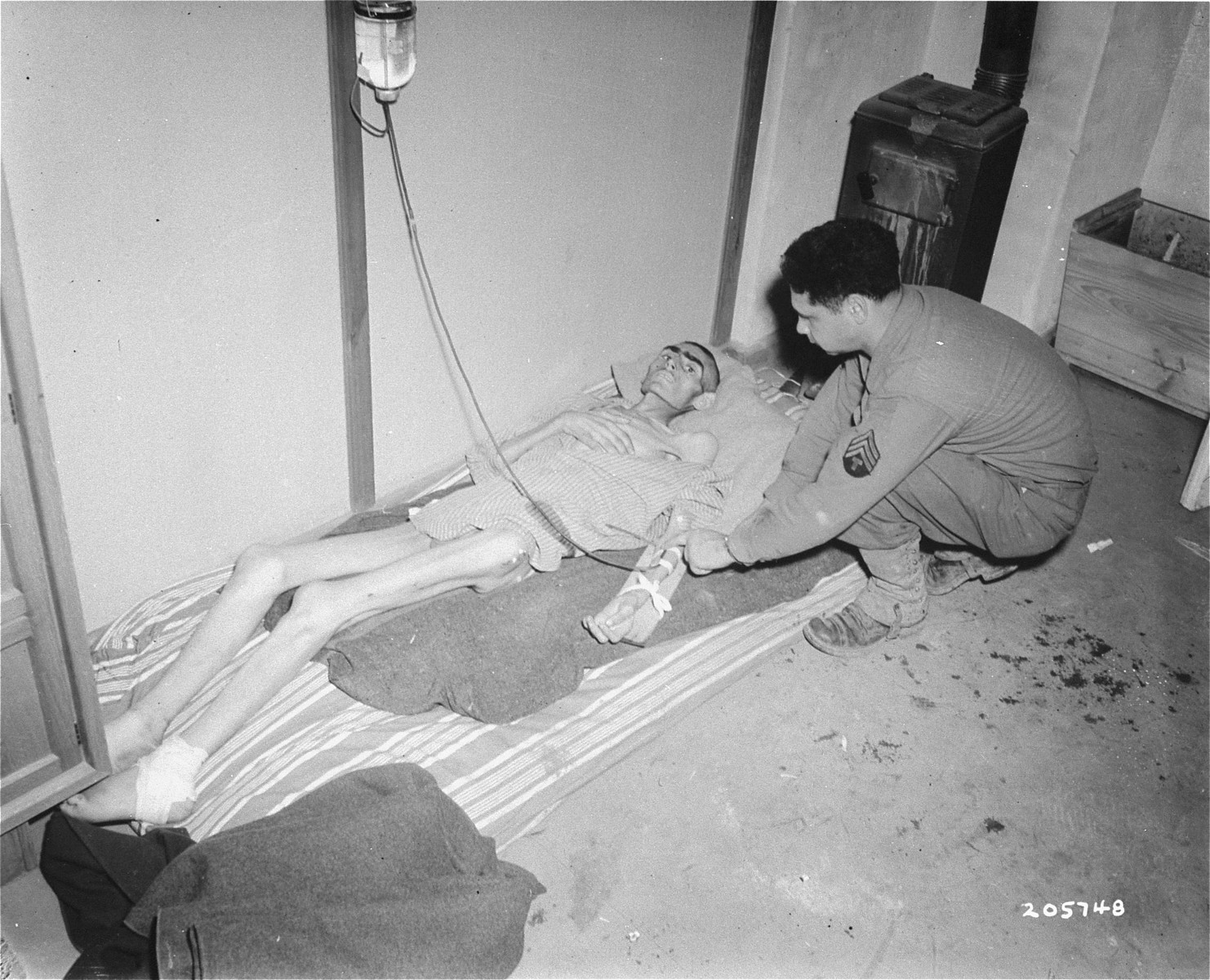
Sergeant Joseph Perlman von der Dritten US-Armee überwacht den intravenösen Zugang, über den dieser jüdische Überlebende ernährt wird (Joseph W. Lapine, 7. Mai 1945, Ampfing. United States Holocaust Memorial Museum)

Die genaue Anzahl der Toten der Mühldorfer Lager ist nicht mehr zweifelsfrei nachzuweisen. Zwar stehen mehrere Quellen zur Verfügung, die sich daraus ergebenden Zahlen unterscheiden sich aber teilweise erheblich.
Für Waldlager V/VI stehen zwei Totenbücher zur Verfügung, die aber von unterschiedlichen Personen geschrieben wurden. Weshalb zwei solche Bücher geführt wurden, ist unklar. Totenbuch I beziffert die Zahl der Toten zwischen 28. August 1944 und 28. April 1945 auf 631. Im umfangreicheren Totenbuch II ist die Zahl der Toten zwischen 28. April 1945 und 1. Mai 1945 mit 649 angegeben, also 18 Toten mehr.
Ein drittes Totenbuch, welches im Original in der Yad Vashem in Israel liegt, gibt neben den Opfern von Waldlager V/VI auch die des Mettenheimer Lagers an. Die Toten des Waldlagers werden hier mit 632 notiert, die von M 1 mit 1.341. Da zunächst nur im Lager M I ein Krankenlager bestand, beinhaltet die Zahl 1341 auch die Häftlinge des Waldlagers, die im Lazarett von M I verstorben sind.
Die bisher genannten Zahlen geben aber bei weitem noch nicht die absolute Zahl der Toten an. So fehlen noch vollständig die Zahlen der Unterkommandos. So wurden in Mittergars nach dem Krieg in einem Massengrab 42 Tote aus dem dortigen Lager gefunden. Außerdem wurden in zwei Transporten insgesamt 835 Häftlinge nach Auschwitz verbracht, die in den dortigen Gaskammern den Tod fanden.
Die Amerikaner fanden in drei Massengräbern ⊙ insgesamt 2.249 Tote. Dies zeigt, dass die zur Verfügung stehenden Totenbücher nicht alle Toten des Lagerkomplexes aufzeichnen. Da anfangs die Toten noch nach Dachau ins Krematorium verbracht wurden, kann auch diese Zahl nicht als verlässlich gelten.
Einer amerikanischen Untersuchungskommission lag nach dem Krieg ein Bericht vor, der die Toten des Lagers auf 3.934 bezifferte. Diese Zahl setzt sich zusammen aus 2.200 Häftlingen, die in den Mühldorfer Lagern starben, 840 Gefangenen, die nach Auschwitz deportiert wurden, 750 Personen die während oder infolge eines Transportes nach Kaufering starben und 144 Menschen, die bei oder nach der Evakuierung der Lager im April 1945 den Tod fanden. Der Bericht gibt eine Zahl von 3.556 Häftlingen an, die die Lager überlebten. Das Schicksal von etwa 810 Personen gilt als ungeklärt.

## Räumung, Befreiung und Aufarbeitung

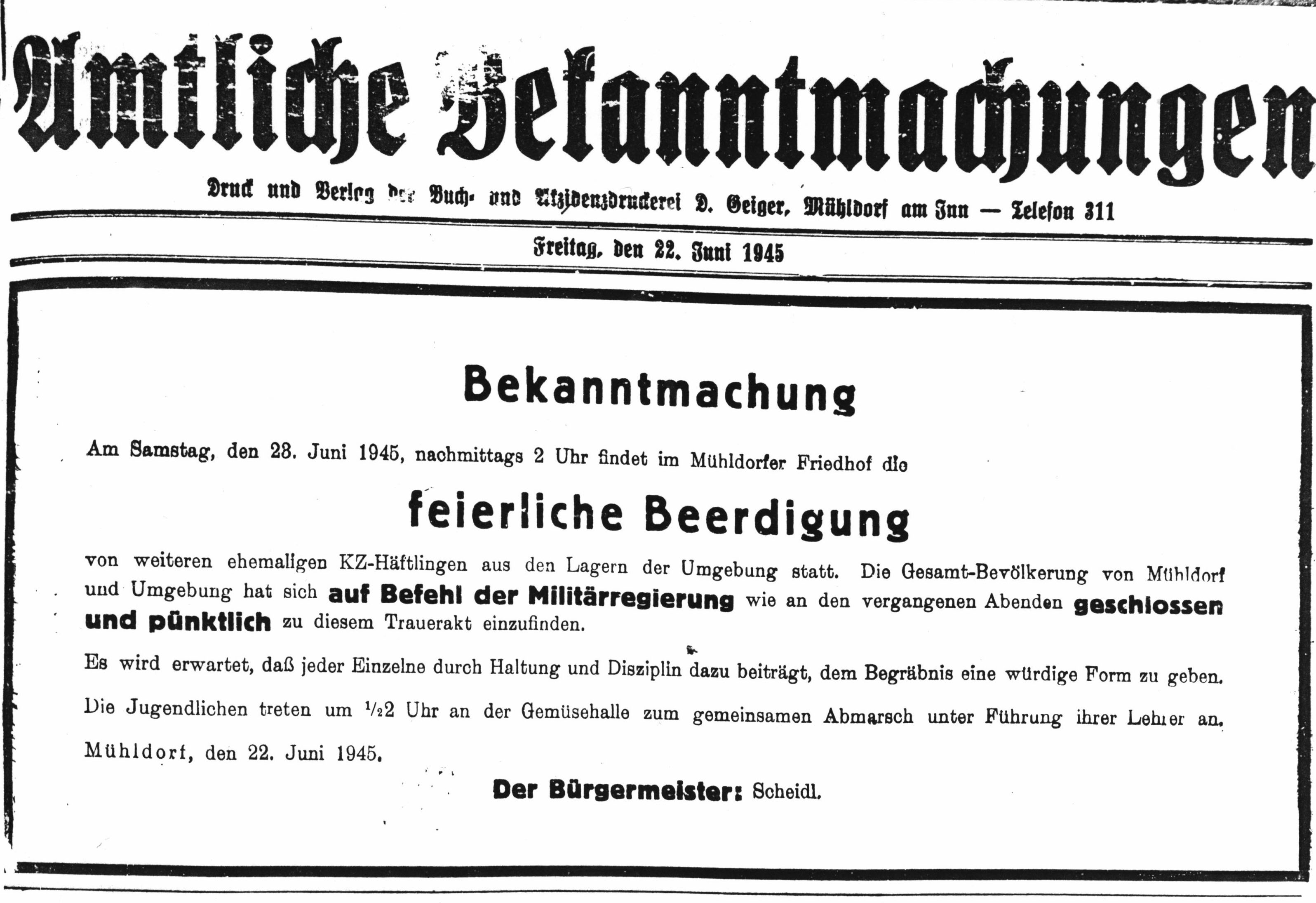
Amtliche Bekanntmachung zur Teilnahme an der Beerdigung ehemaliger KZ-Häftlinge

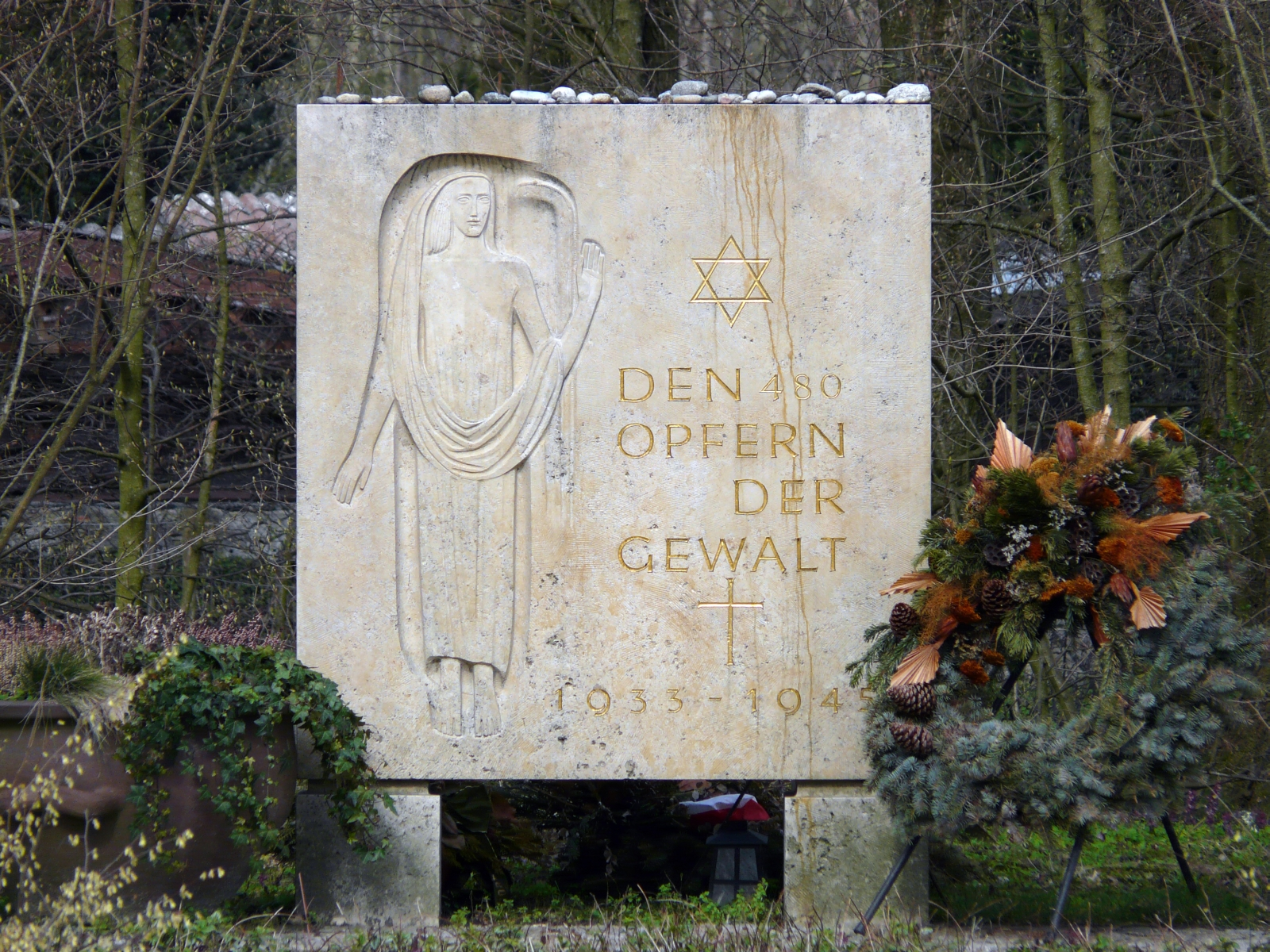
Ein Gedenkstein auf dem KZ-Friedhof in Mühldorf erinnert an die hier begrabenen Opfer

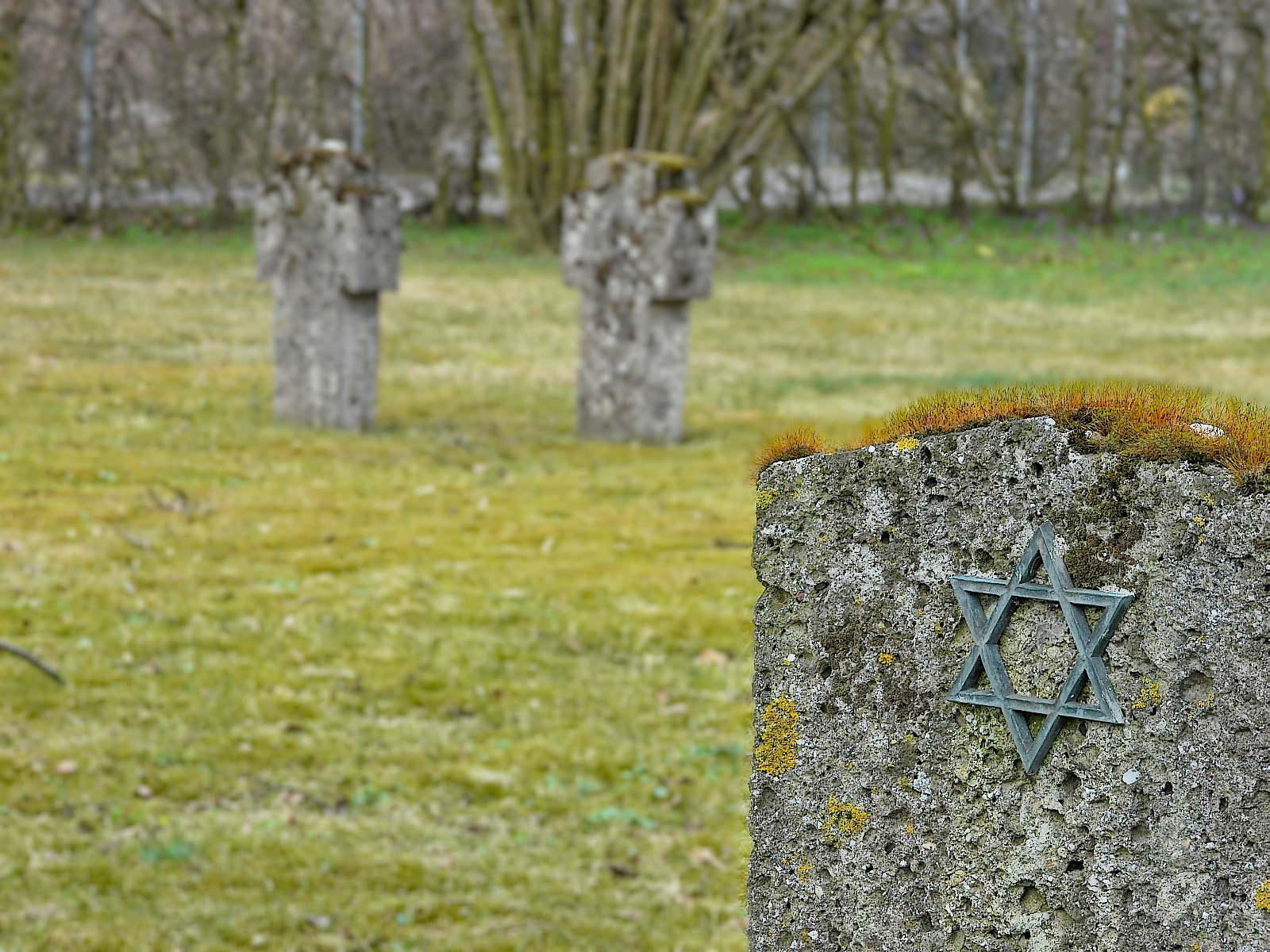
Gräber auf dem KZ-Friedhof in Mühldorf

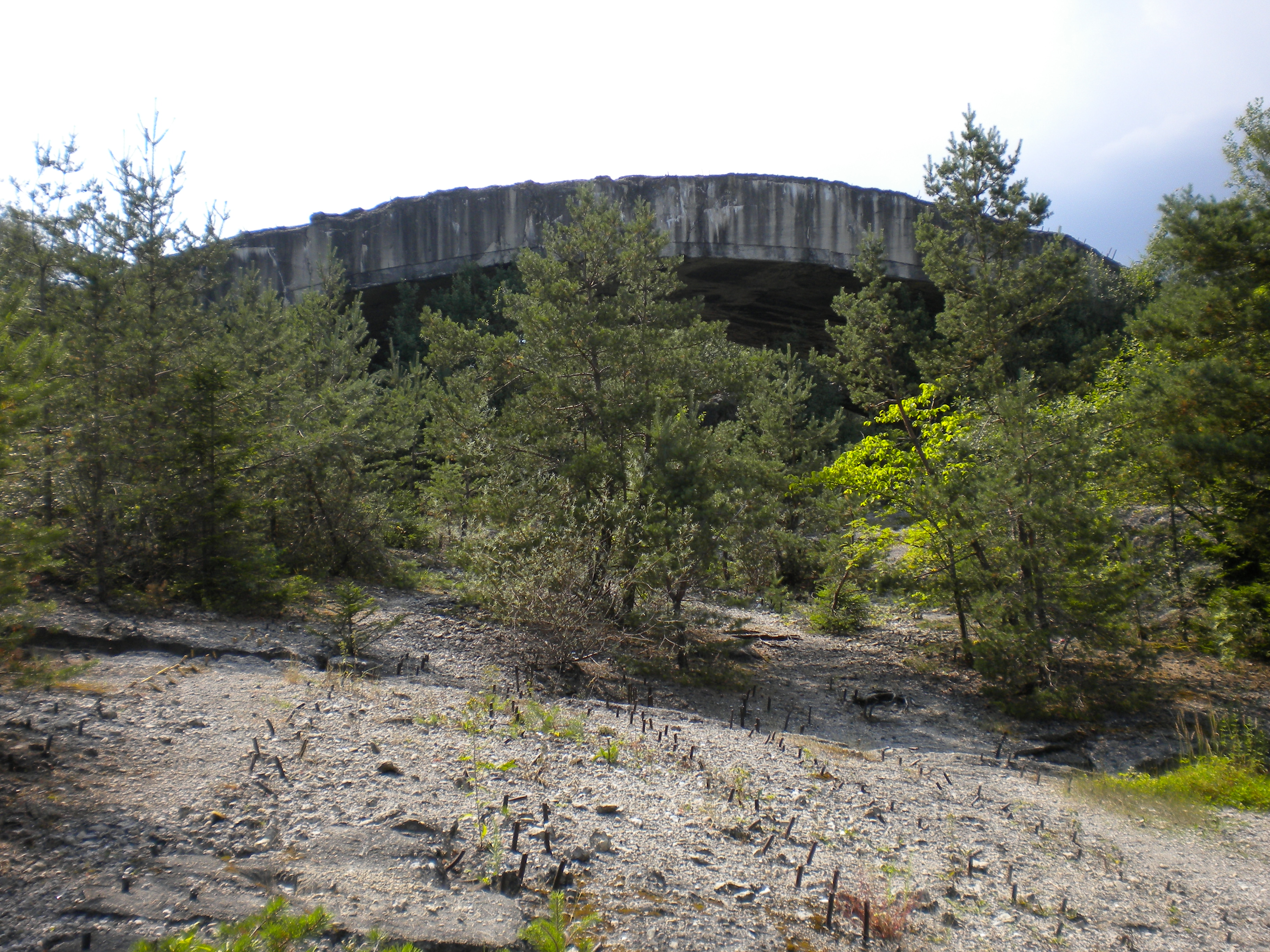
Der einzige überbleibende Bogen vom Weingut I, ein 1944 begonnenes Projekt zur Errichtung eines halbunterirdischen Rüstungsbunkers (Zustand 2010)

Im April 1945 erreichte der Krieg auch den Landkreis Mühldorf. Ende April unternahmen die Amerikaner mehrere Luftangriffe auf die Mühldorfer Bahnhofsanlagen sowie den Flugplatz Mettenheim. Bei einem Tieffliegerangriff kamen dabei auch 9 Häftlinge des Lagers Mettenheim ums Leben, welches sich unmittelbar neben den abgestellten Flugzeugen befand.
Mitte April schon ordnete Ernst Kaltenbrunner, Chef des Reichssicherheitshauptamtes, im Auftrag Hitlers die Zerstörung des KZ Dachau sowie der KZ-Außenlagerkomplexe Kaufering und Mühldorf an. Nach Zeugenaussagen war geplant, das Waldlager durch Bombardierung durch die Luftwaffe zerstören zu lassen. Die Operation mit dem Decknamen Wolke A1 konnte aber durch Gaustabsamtsleiter Bertus Gerdes immer wieder verzögert und dadurch verhindert werden. Mitte bis Ende April wurden die Häftlinge der kleineren Lager in die Lager M I und Waldlager V/VI gebracht. Dort wurden sie schließlich auf Befehl aus Dachau in Güterwaggons verladen und abtransportiert. In München war derweil die „Freiheitsaktion Bayern“ angelaufen, eine Initiative von Widerstandskämpfern, die zur Vermeidung weiteren Blutvergießens die Bewohner zur Kapitulation aufforderten. Als ein Zug mit Mühldorfer Häftlingen in Poing bei München ankam, ließen die SS-Bewacher – im Glauben der Krieg sei vorbei – die Gefangenen am 28. April frei. Den sich in alle Richtungen entfernenden Häftlingen stellten sich aber bald SS-Einheiten unter Befehl von Gauleiter Paul Giesler entgegen, die den Aufstand der Widerständler brechen und die Gefangenen zurück zu den Zügen treiben sollten. Dies und ein fast gleichzeitig stattfindender Tieffliegerangriff der Amerikaner forderten mehrere Tote. Der Zug fuhr schließlich weiter in Richtung Bad Tölz-Wolfratshausen und wurde nach einem erneuten Tieffliegerangriff bei Wolfratshausen geteilt: ein Zug fuhr Richtung Tutzing, der andere Richtung Seeshaupt. Die Häftlinge wurden am 29. April in Tutzing beziehungsweise am 30. April in Seeshaupt von amerikanischen Truppen befreit. Eine Anzahl von Häftlingen gelangte nach Feldafing und erlebte dort die Befreiung. Die Lager um Mühldorf wurden von den Alliierten am 1. und 2. Mai erreicht. Den dortigen Kranken wurde medizinische Hilfe zuteil, dennoch starben weiterhin Gefangene an den Folgen der Torturen. SS-Wachen wurden gefangen genommen und interniert.
In den Folgemonaten wurden auf Befehl der Amerikaner Massengräber ausgehoben und die Toten auf KZ-Friedhöfen in der Umgebung bestattet. Am 22. Juni 1945 gab der damalige Mühldorfer Bürgermeister Scheidl bekannt, dass am 23. Juni eine feierliche Beerdigung der ehemaligen Gefangenen aus den Lagern der Umgebung auf dem Mühldorfer Friedhof stattfinden sollte. Auf Anordnung der US-Militärregierung hatte die gesamte Bevölkerung an diesem Trauerakt teilzunehmen. Heute gibt es im Umkreis von Mühldorf vier KZ-Friedhöfe: in Burghausen (253 Tote), in Kraiburg (242 Tote), in Mühldorf (480 Tote) und in Neumarkt-Sankt Veit (392 Tote). Bis Ende der 1950er Jahre aufgelöst wurden die drei KZ-Friedhöfe in Mittergars, Ampfing und Altötting, diese insgesamt über 600 Toten dazu exhumiert und auf den KZ-Friedhof Dachau-Leitenberg umgebettet.
Zur Erinnerung an das Leiden der Gefangenen im Mühldorfer Hart wurde am 27. April 2018 eine dreiteilige KZ-Gedenkstätte eröffnet.

## Gerichtsprozess
Auf Grundlage des Kontrollratsgesetz Nr. 10 vom Dezember 1945 wurden nach dem Krieg eine Reihe von Prozessen gegen die Verantwortlichen der Mühldorfer Lager geführt. Im Dachau-Hauptprozess („Dachau Concentration Camp Case“ – Case 00-50-002) waren neben Verantwortlichen aus den Lagern Dachau und Kaufering auch der Lagerkommandant der Mühldorfer Lager, Walter Langleist sowie der Lagerführer von Mittergars, Johann Viktor Kirsch, angeklagt. Beide wurden am 13. Dezember 1945 für schuldig befunden und am 28. Mai 1946 im Kriegsverbrechergefängnis Landsberg hingerichtet. Im sogenannten Mühldorf-Prozess wurde im Zusammenhang mit dem Rüstungsprojekt und der Konzentrationslager sowohl gegen Mitglieder der Organisation Todt, der Baufirma Polensky & Zöllner als auch Mitglieder der SS verhandelt. Zu den Angeklagten der lokalen Lagerführung gehörten Franz Auer (Hauptscharführer, Arbeitseinsatzleiter), Wilhelm Bayha (Oberscharführer), Heinrich Engelhardt (Hauptscharführer), Daniel Gottschling (Unterscharführer), Wilhelm Jergas (Hauptscharführer), Anton Ostermann (Hauptmann, Lagerführer von Waldlager V/VI), Jakob Schmidberger (Scharführer) und Herbert Spaeth (Hauptscharführer). Die Urteilsverkündung fand am 13. Mai 1947 statt. Ostermann, der sich von den Häftlingen des Lagers einen Persilschein hat ausstellen lassen, wurde freigesprochen. Auer, Jergas und Spaeth wurden zum Tode durch den Strang verurteilt, Engelhardt zu lebenslanger Haft. Schmidberger wurde zu 20 Jahren, Gottschling zu 15 Jahren und Bayha zu 10 Jahren Zuchthaus verurteilt. Während das Todesurteil gegen Auer am 26. November 1948 vollstreckt wurde, wurden die übrigen Todesurteile zunächst in lebenslängliche, später in zeitlich befristete Haftstrafen verwandelt. Die letzten Verurteilten des Mühldorf-Prozesses wurden schließlich 1958 auf freien Fuß gesetzt. Im sogenannten Mühldorf-Ring-Prozess wurde gegen sechs Männer verhandelt, die als Kommandoführer, Wachsoldaten und als Kapo in den Mühldorfer Lagern tätig waren. Sie wurden zu mehrjährigen und überwiegend lebenslänglichen Haftstrafen verurteilt, welche aber alle spätestens 1957 ausgesetzt wurden. In einem Nachfolgeprozess zum Mühldorf-Prozess wurde der Rapportführer des Lagers M I, Hauptscharführer Georg Schallermair, am 23. September 1947 zum Tode verurteilt und am 7. Juni 1951 in Landsberg hingerichtet. Er war der letzte von 288 Verurteilten, die in Landsberg hingerichtet wurden.